# Balneari Blancafort
El Balneari Blancafort és un balneari del municipi de la Garriga (Vallès Oriental). L'edifici està inclòs en l'Inventari del Patrimoni Arquitectònic de Catalunya.

## Descripció
És un edifici civil. Es tracta d'una important reforma i ampliació d'un antic edifici. Planta en "U", de planta baixa i dos pisos. El pati està obert i orientat a migdia, al llarg de llur perímetre es desenvolupa una galeria d'arcs de mig punt i carpanell, limitada per una balustrada de pedra artificial. Façanes planes a excepció de la del carrer Banys, de la que sobresurten balconades a quasi la totalitat de les obertures.

## Història
S'han fet reformes en diverses ocasions però sense alterar l'estructura exterior del conjunt. Les aigües del Balneari Blancafort es van declarar d'utilitat pública el 12 de setembre de 1860.
El Balneari Blancafort ha vist desfilar per la casa les més eminents personalitats de cada moment: Jaume Balmes, el bisbe Torras i Bages, Jacint Verdaguer, el canonge Collell, Santiago Rusiñol, Adrià Gual, Francesc Cambó, etc.